# Pardo d'oro Cineasti del presente - Premio Nescens
Il Pardo d'oro Cineasti del presente - Premio Nescens è un premio cinematografico del Festival internazionale del film di Locarno che viene assegnato nella sezione Cineasti del presente, dedicata a opere prime e seconde.

## Albo d'oro

### Anni 2000
- 2006: Verfolgt, regia di Angelina Maccarone  ·   Germania
- 2007: Milky Way (Tejút), regia di Benedek Fliegauf  ·   Ungheria
- 2008: La forteresse, regia di Fernand Melgar  ·   Svizzera
- 2009: The Anchorage, regia di C.W. Winter e Anders Edström  ·   Stati Uniti/ Svezia

### Anni 2010
- 2010: Paraboles, regia di Emmanuelle Demoris  ·   Francia/ Egitto
- 2011: L'estate di Giacomo, regia di Alessandro Comodin  ·   Italia/ Francia/ Belgio
- 2012: Inori, regia di Pedro González-Rubio  ·   Giappone
- 2013: Manakamana, regia di Stephanie Spray e Pacho Velez  ·   Nepal/ Stati Uniti
- 2014: Navajazo, regia di Ricardo Silva  ·   Messico
- 2015: Thithi, regia di Raam Reddy  ·   India/ Stati Uniti
- 2016: El auge del humano, regia di Eduardo Williams  ·   Argentina/ Brasile/ Portogallo
- 2017: 3/4 (Three Quarters), regia di Ilian Metev  ·   Bulgaria/ Germania
- 2018: Chaos, regia di Sara Fattahi  ·   Austria/ Siria/ Libano/ Qatar
- 2019: Baamum Nafi, regia di Mamadou Dia  ·   Senegal

### Anni 2020
- 2020: non assegnato
- 2021: Brotherhood, regia di Francesco Montagner  ·   Rep. Ceca/ Italia
- 2022: Svetlonoc, regia di Tereza Nvotová  ·   Slovacchia/ Rep. Ceca
- 2023: Dreaming & Dying (Hao jiu bu jian), regia di Nelson Yeo  ·   Singapore/ Indonesia
- 2024: Holy Electricity, regia di Tato Kotetishvili  ·   Georgia/ Paesi Bassi
- 2025: Tóc, giấy và nước..., regia di Nicolas Graux e Trương Minh Quý  ·   Belgio/ Francia/ Vietnam